# Michel Stolker
Michel Johannes ("Mies") Stolker (Zuilen, 29 september 1933 - Etten-Leur, 28 mei 2018) was een Nederlands wielrenner.
Van 1956 tot 1966 maakte hij deel uit van het profpeloton. Vanaf 1962 reed hij voor de ploeg van Jacques Anquetil. Stolker won etappes in de Giro en de Ronde van Spanje. In 1962 werd hij zevende in Spanje en won hij de Midi Libre.
Na zijn carrière verdiende hij de kost met de verkoop van accu's en de handel in antiek. 
In 2007 gaf hij in het programma De Avondetappe, aan de vooravond van de Ronde van Frankrijk, toe tijdens zijn carrière doping gebruikt te hebben. In zijn geval ging het om amfetamine. Volgens Stolker was het gebruik daarvan in zijn tijd wijdverbreid in het peloton.
In het Museum van Zuilen staat de Locomotief racefiets waarmee hij in 1957 de Ronde van Frankrijk reed.

## Belangrijkste overwinningen
1953
- Ronde van Overijssel

1955
- Ronde van Limburg
- Ronde van Overijssel

1956
- 12e etappe Giro d'Italia
- 1e etappe Ronde van Luxemburg

1961
- 1e etappe Ronde van Picardië
- Eindklassement Ronde van Picardië

1962
- Eindklassement Midi Libre

1964
- 7e etappe Ruta del Sol
- 8e etappe Vuelta a España

## Resultaten in voornaamste wedstrijden
| Jaar | Ronde van Italië | Ronde van Frankrijk | Ronde van Spanje |
| ---- | ---------------- | ------------------- | ---------------- |
| 1956 | 36e (1)          | opgave              |                  |
| 1957 |                  | 44e                 |                  |
| 1958 |                  |                     | opgave           |
| 1959 |                  |                     |                  |
| 1960 | 53e              |                     |                  |
| 1961 | 37e              |                     |                  |
| 1962 |                  | 33e                 | 7e               |
| 1963 |                  |                     |                  |
| 1964 |                  |                     | opgave (1)       |
| 1966 |                  |                     |                  |

| Jaar | Gent-Wevelgem | Ronde van Vlaanderen | Parijs-Roubaix | Amstel Gold Race | Luik-Bast.‑Luik | Ronde van Lombardije | Parijs-Tours | Parijs-Brussel |  | WK op de weg |
| ---- | ------------- | -------------------- | -------------- | ---------------- | --------------- | -------------------- | ------------ | -------------- |  | ------------ |
| 1956 |               |                      |                |                  |                 |                      |              |                |  |              |
| 1957 |               |                      |                |                  |                 |                      |              |                |  |              |
| 1958 | 40e           |                      |                |                  |                 |                      |              |                |  |              |
| 1959 | 4e            |                      |                |                  | 38e             |                      |              |                |  |              |
| 1960 | 26e           |                      |                |                  | 9e              | 4e                   | Zilver       | 19e            |  |              |
| 1961 |               | 5e                   | 47e            |                  | 19e             |                      | 7e           | 12e            |  | 15e          |
| 1962 |               | 8e                   | 13e            |                  |                 |                      | 40e          |                |  |              |
| 1963 | 24e           |                      |                |                  | 24e             |                      |              | 30e            |  |              |
| 1964 |               |                      |                |                  |                 |                      |              |                |  |              |
| 1966 |               |                      |                | 10e              |                 |                      |              |                |  |              |